# Canton de Grasse-1
Le canton de Grasse-1 est une circonscription électorale française du département des Alpes-Maritimes, créée par le décret du 24 février 2014 et entrée en vigueur lors des élections départementales de 2015.

## Histoire
Un nouveau découpage territorial des Alpes-Maritimes entre en vigueur en mars 2015, défini par le décret du 24 février 2014, en application des lois du 17 mai 2013 (loi organique 2013-402 et loi 2013-403). Les conseillers départementaux sont, à compter de ces élections, élus au scrutin majoritaire binominal mixte. Les électeurs de chaque canton élisent au Conseil départemental, nouvelle appellation du Conseil général, deux membres de sexe différent, qui se présentent en binôme de candidats. Les conseillers départementaux sont élus pour six ans au scrutin binominal majoritaire à deux tours, l'accès au second tour nécessitant 12,5 % des inscrits au premier tour. En outre la totalité des conseillers départementaux est renouvelée. Ce nouveau mode de scrutin nécessite un redécoupage des cantons dont le nombre est divisé par deux avec arrondi à l'unité impaire supérieure si ce nombre n'est pas entier impair, assorti de conditions de seuils minimaux. Dans les Alpes-Maritimes, le nombre de cantons passe ainsi de 52 à 27. 
Le canton de Grasse-1 fait partie des quatorze nouveaux cantons du département, les treize autres cantons portant la dénomination d'un ancien canton, mais avec des limites territoriales différentes.
Le canton de grasse-1 contient 19 communes : Amirat, Andon, Briançonnet, Cabris, Caille, Collongues, Escragnolles, Gars, Grasse (une partie), Le Mas, Le Tignet, Les Mujouls, Peymeinade, Saint-Auban, Saint-Cézaire-sur-Siagne, Saint-Vallier-de-Thiey, Spéracèdes, Séranon, Valderoure.

## Représentation
| Période élective | Période élective | Mandat | Mandat   | Identité        | Nuance | Nuance | Qualité |
| ---------------- | ---------------- | ------ | -------- | --------------- | ------ | ------ | --- |
| 2015             | 2021             | 2015   | 2021     | Michèle Olivier |        | LR     | Maire d'Andon (2002-2020) |
| 2015             | 2021             | 2015   | 2021     | Jérôme Viaud    |        | LR     | Maire de Grasse, Président de la Communauté d'Agglomération Vice-président du Département chargé de l'environnement, suppléant de la députée Michèle Tabarot |
| 2021             | 2028             | 2021   | en cours | Michèle Olivier |        | LR     | Conseillère sortante |
| 2021             | 2028             | 2021   | en cours | Jérôme Viaud    |        | LR     | Conseiller sortant, 8ème Vice-Président du conseil départemental chargé du "green deal" (environnement et croissance verte)                                  |

### Résultats détaillés

#### Élections de mars 2015
À l'issue du premier tour des élections départementales de 2015, deux binômes sont en ballottage : Michèle Olivier et Jérôme Viaud (Union de la Droite, 40,49 %) et Jean-Marc Degioanni et Corinne Sanjuan (FN, 30,87 %). Le taux de participation est de 49,14 % (15 508 votants sur 31 559 inscrits) contre 48,55 % au niveau départemental et 50,17 % au niveau national.
Au second tour, Michèle Olivier et Jérôme Viaud (Union de la Droite) sont élus avec 63,06 % des suffrages exprimés et un taux de participation de 49,52 % (9 019 voix pour 15 629 votants et 31 559 inscrits).

#### Élections de juin 2021
Le premier tour des élections départementales de 2021 est marqué par un très faible taux de participation (33,26 % au niveau national). Dans le canton de Grasse-1, ce taux de participation est de 34,74 % (11 421 votants sur 32 872 inscrits) contre 34,55 % au niveau départemental. À l'issue de ce premier tour, deux binômes sont en ballottage : Michèle Olivier et Jérôme Viaud (Union à droite, 48,3 %) et Jean-Claude Geay et Patricia Lespine (RN, 24,78 %).
Le second tour des élections est marqué une nouvelle fois par une abstention massive équivalente au premier tour. Les taux de participation sont de 34,3 % au niveau national, 37,61 % dans le département et 37,23 % dans le canton de Grasse-1. Michèle Olivier et Jérôme Viaud (Union à droite) sont élus avec 70,32 % des suffrages exprimés (8 166 voix pour 12 242 votants et 32 881 inscrits),,.

## Composition
Le canton de Grasse-1 est composé de dix-huit communes entières et d'une fraction de la commune de Grasse : la partie de la commune de Grasse située au nord d'une ligne définie par l'axe des voies et limites suivantes : depuis la limite territoriale de la commune de Peymenade, chemin de la Panouche, place Sainte-Anne, vieux-chemin de Sainte-Anne, route de Draguignan, avenue de la Libération, avenue du Maréchal-Leclerc, avenue Mathias-Duval, boulevard Carnot, boulevard Fragonard, avenue Chiris, avenue Antoine-de-Saint-Exupéry, boulevard du Commandant-Autran, avenue Jean-XXIII, chemin de Saint-Jean, jusqu'à la limite territoriale de la commune de Châteauneuf-Grasse.
| Nom                            | Code Insee | Intercommunalité     | Superficie (km2) | Population (dernière pop. légale)                | Densité (hab./km2) | Modifier                                    |
| ------------------------------ | ---------- | -------------------- | ---------------- | ------------------------------------------------ | ------------------ | ------------------------------------------- |
| Grasse (bureau centralisateur) | 06069      | CA du Pays de Grasse | 44,44            | Fraction : 18 235 (2022) Commune : 48 669 (2022) | 1 095              | modifier les données · modifier les données |
| Amirat                         | 06002      | CA du Pays de Grasse | 12,95            | 49 (2022)                                        | 3,8                | modifier les données · modifier les données |
| Andon                          | 06003      | CA du Pays de Grasse | 54,30            | 652 (2022)                                       | 12                 | modifier les données · modifier les données |
| Briançonnet                    | 06024      | CA du Pays de Grasse | 24,32            | 168 (2022)                                       | 6,9                | modifier les données · modifier les données |
| Cabris                         | 06026      | CA du Pays de Grasse | 5,43             | 1 421 (2022)                                     | 262                | modifier les données · modifier les données |
| Caille                         | 06028      | CA du Pays de Grasse | 16,96            | 423 (2022)                                       | 25                 | modifier les données · modifier les données |
| Collongues                     | 06045      | CA du Pays de Grasse | 10,78            | 80 (2022)                                        | 7,4                | modifier les données · modifier les données |
| Escragnolles                   | 06058      | CA du Pays de Grasse | 25,48            | 621 (2022)                                       | 24                 | modifier les données · modifier les données |
| Gars                           | 06063      | CA du Pays de Grasse | 15,57            | 70 (2022)                                        | 4,5                | modifier les données · modifier les données |
| Le Mas                         | 06081      | CA du Pays de Grasse | 32,15            | 98 (2022)                                        | 3,0                | modifier les données · modifier les données |
| Les Mujouls                    | 06087      | CA du Pays de Grasse | 14,55            | 38 (2022)                                        | 2,6                | modifier les données · modifier les données |
| Peymeinade                     | 06095      | CA du Pays de Grasse | 9,76             | 8 491 (2022)                                     | 870                | modifier les données · modifier les données |
| Saint-Auban                    | 06116      | CA du Pays de Grasse | 42,54            | 204 (2022)                                       | 4,8                | modifier les données · modifier les données |
| Saint-Cézaire-sur-Siagne       | 06118      | CA du Pays de Grasse | 30,02            | 3 971 (2022)                                     | 132                | modifier les données · modifier les données |
| Saint-Vallier-de-Thiey         | 06130      | CA du Pays de Grasse | 50,68            | 3 662 (2022)                                     | 72                 | modifier les données · modifier les données |
| Séranon                        | 06134      | CA du Pays de Grasse | 23,28            | 537 (2022)                                       | 23                 | modifier les données · modifier les données |
| Spéracèdes                     | 06137      | CA du Pays de Grasse | 3,46             | 1 180 (2022)                                     | 341                | modifier les données · modifier les données |
| Le Tignet                      | 06140      | CA du Pays de Grasse | 11,26            | 3 158 (2022)                                     | 280                | modifier les données · modifier les données |
| Valderoure                     | 06154      | CA du Pays de Grasse | 25,34            | 517 (2022)                                       | 20                 | modifier les données · modifier les données |
| Canton de Grasse-1             | 0611       |                      |                  | 43 575 (2022)                                    |                    | modifier les données                        |

## Démographie
En 2022, le canton comptait 43 575 habitants, en évolution de −2,88 % par rapport à 2016 (Alpes-Maritimes : +2,85 %, France hors Mayotte : +2,11 %).
| 2013   | 2018   | 2022   |
| ------ | ------ | ------ |
| 44 918 | 44 168 | 43 575 |